# کمیلا داین
کمیلا داین (دانمارکی: Camilla Degn؛ زادهٔ ۱۹ دسامبر ۱۹۹۷) بازیکن هندبال زن اهل دانمارک است.